# Kijewo (województwo warmińsko-mazurskie)
Kijewo (niem. Kiöwen) – wieś w Polsce położona w województwie warmińsko-mazurskim, w powiecie oleckim, w gminie Olecko.
W latach 1975–1998 miejscowość administracyjnie należała do województwa suwalskiego.
Wieś założona w 1547 r. na prawie chełmińskim przez Wojtka Jelitkę ze starostwa piskiego. W tym roku starosta straduński - Michał von Eysack - sprzedał trzy włóki sołeckie i powierzył mu zasiedlenie 30 dalszych włók osadnikami. Wolnizna wyznaczona była na pięć lat, po których koloniści mieli płacić od każdej włóki połowę czynszu i odrabiać połowę świadczeń szarwarkowych.
We wsi była dwuklasową szkołę, założona około 1740 roku. Kijewo należało od połowy XVIII wieku do parafii Gąski.
W 1938 r. we wsi mieszkało 420 osób, uwzględniając osady: Kijewem Dworzec, Małe Kijewo i wieś Łakome.